# Boiga drapiezii
Espèce
Synonymes
- Dipsas drapiezii Boie, 1827
- Dipsas drapiezii var. bancana Peters, 1867

Statut de conservation UICN

 LC  : Préoccupation mineure
Boiga drapiezii  est une espèce de serpents de la famille des Colubridae.

## Répartition
Cette espèce se rencontre  au Brunei, en Indonésie, en Malaisie, dans l'archipel de Sulu aux Philippines, à Singapour, en Thaïlande et au Viêt Nam.

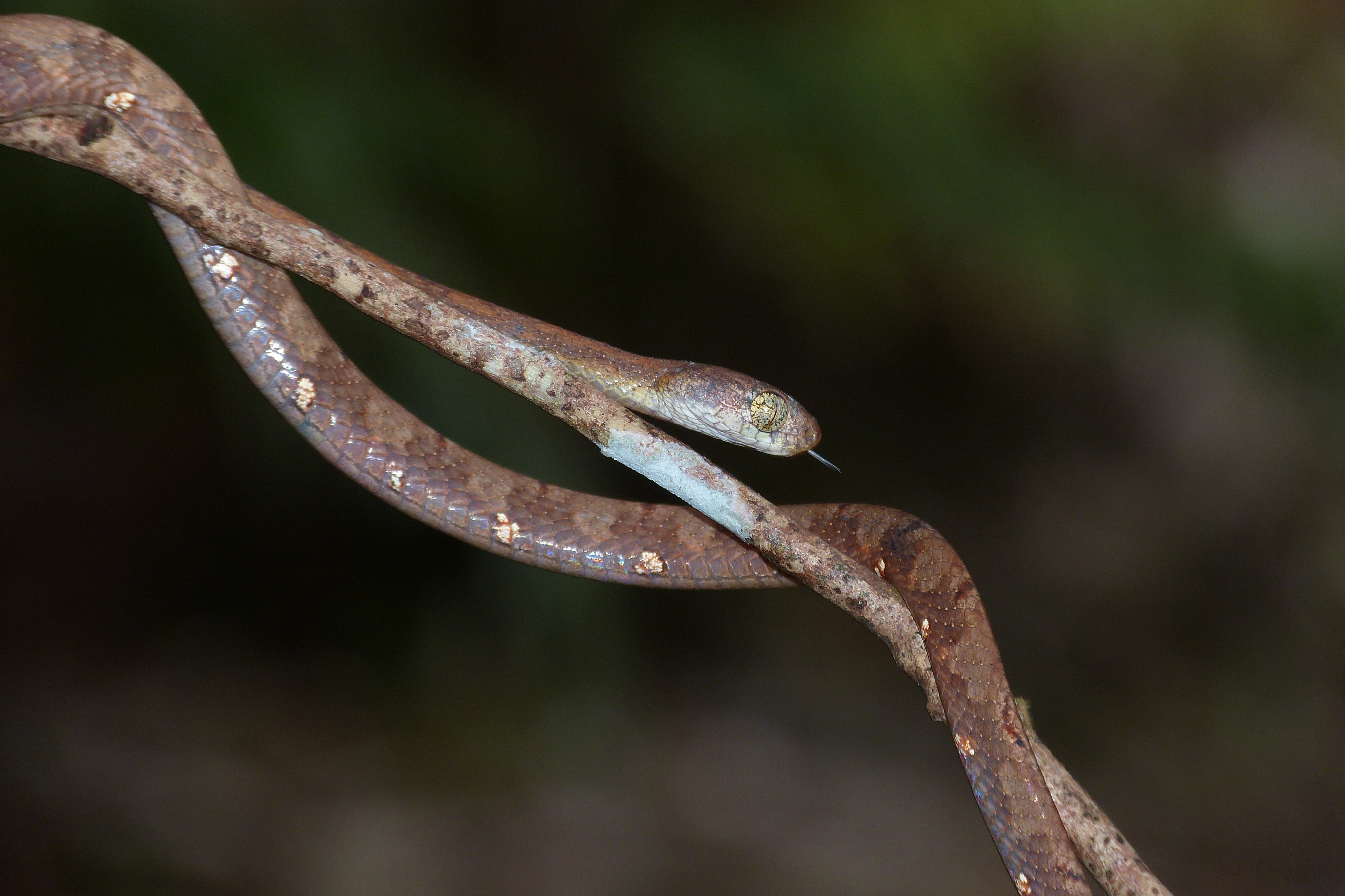

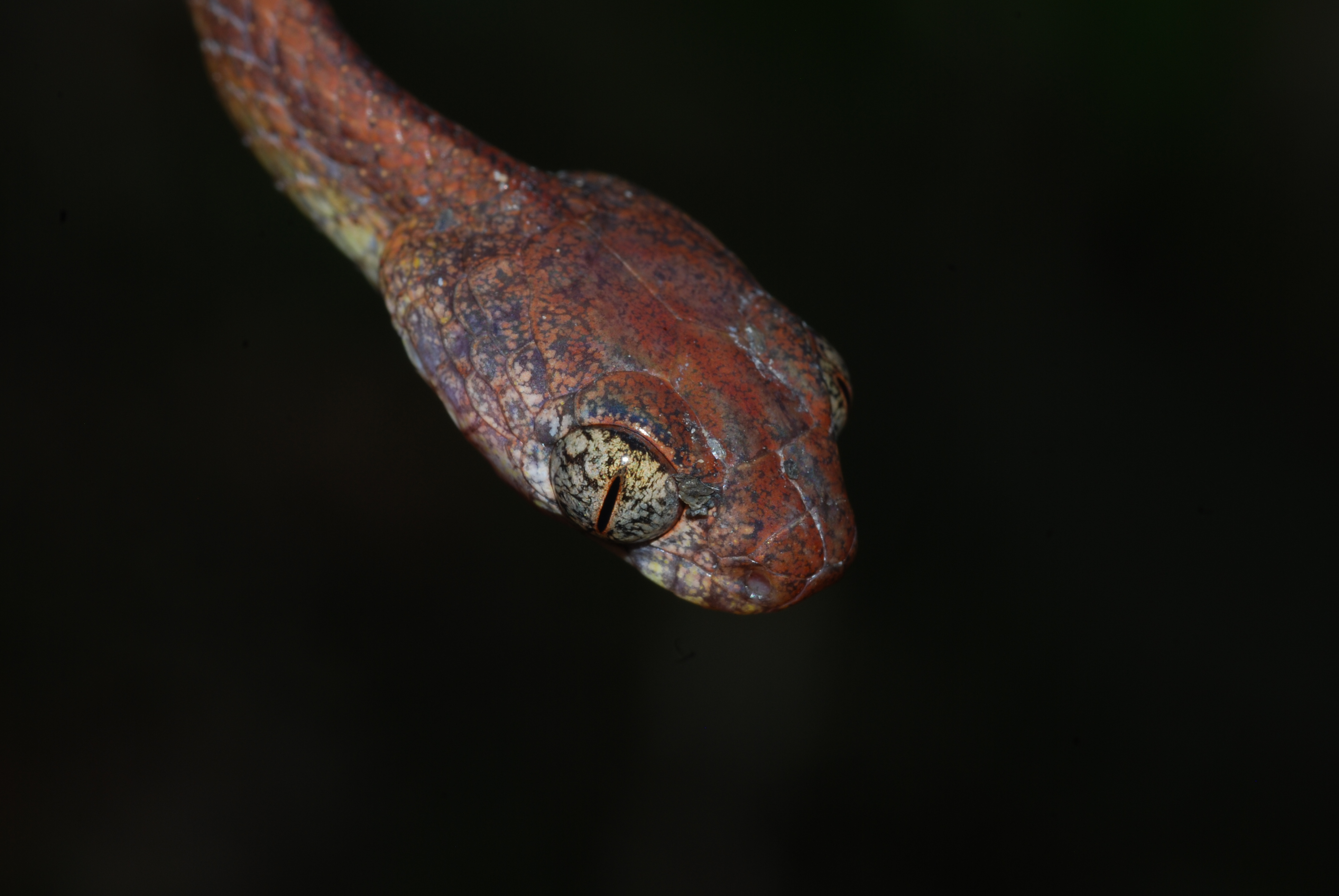

## Taxinomie
Boiga drapiezii et Boiga schultzei sont deux taxons morphologiquement très proches mais maintenus au rang d'espèce en attendant une meilleure définition de Boiga drapiezii. L'UICN les considère comme synonymes tout en privilégiant le taxon Boiga schultzei.

## Étymologie
Cette espèce est nommée en l'honneur d'Auguste Drapiez.

## Publication originale
- Boie, 1827 : Bemerkungen über Merrem's Versuch eines Systems der Amphibien, 1. Lieferung: Ophidier. Isis von Oken, Jena, vol. 20, p. 508-566 (texte intégral)